# 20228 Jeanmarcmari
20228 Jeanmarcmari (1997 XG) là một tiểu hành tinh vành đai chính được phát hiện ngày 3 tháng 12 năm 1997 bởi Khảo sát tiểu hành tinh OCA-DLR ở Caussols.